# Дунаи, Пал
Пал Дунаи (венг. Dunay Pál; 12 июня 1909, Будапешт, Австро-Венгрия — 17 июля 1993, Оберасбах, Германия) — венгерский фехтовальщик, чемпион мира.

## Биография
В 1934 году завоевал золотую медаль чемпионата Европы по фехтованию в Варшаве. В 1935 году стал обладателем бронзовой медали чемпионата Европы в Лозанне (в 1937 году Международная федерация фехтования задним числом признала все прошедшие ранее чемпионаты Европы по фехтованию чемпионатами мира). В 1936 году принял участие в соревнованиях по фехтованию на шпагах на Олимпийских играх в Берлине, но неудачно.
В 1948 году занял 5-е места в командных первенствах на шпагах и рапирах на Олимпийских играх в Лондоне.
В 1951 году завершил спортивную карьеру, после чего работал инженером.